# Русский крест (демография)

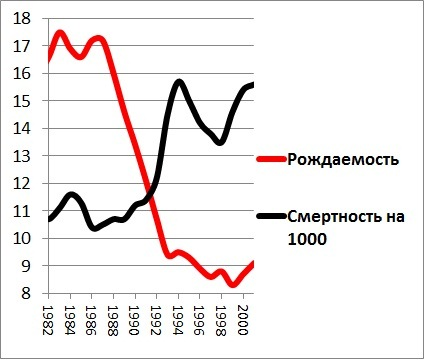
«Русский крест»; чёрная кривая отражает динамику смертности, красная — рождаемости (на 1000 человек) в России (1982—2001 гг.)

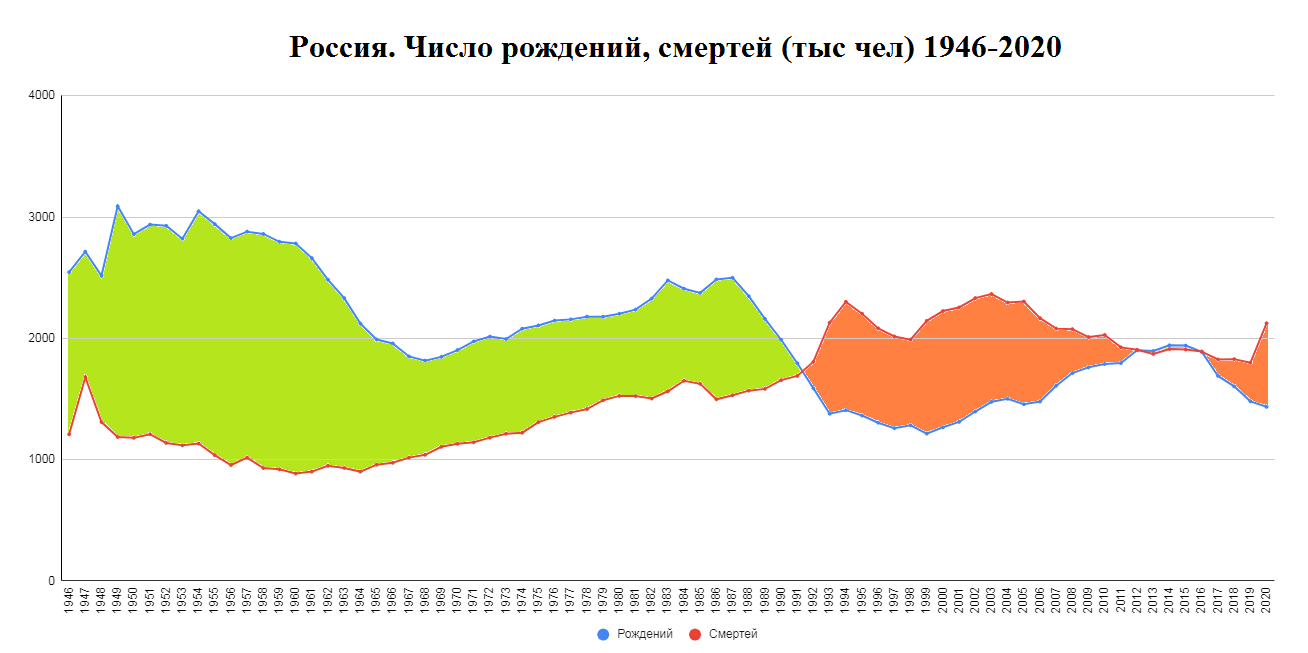
«Русский крест», пришедшийся на 1990-е годы в результате более позднего демографического перехода

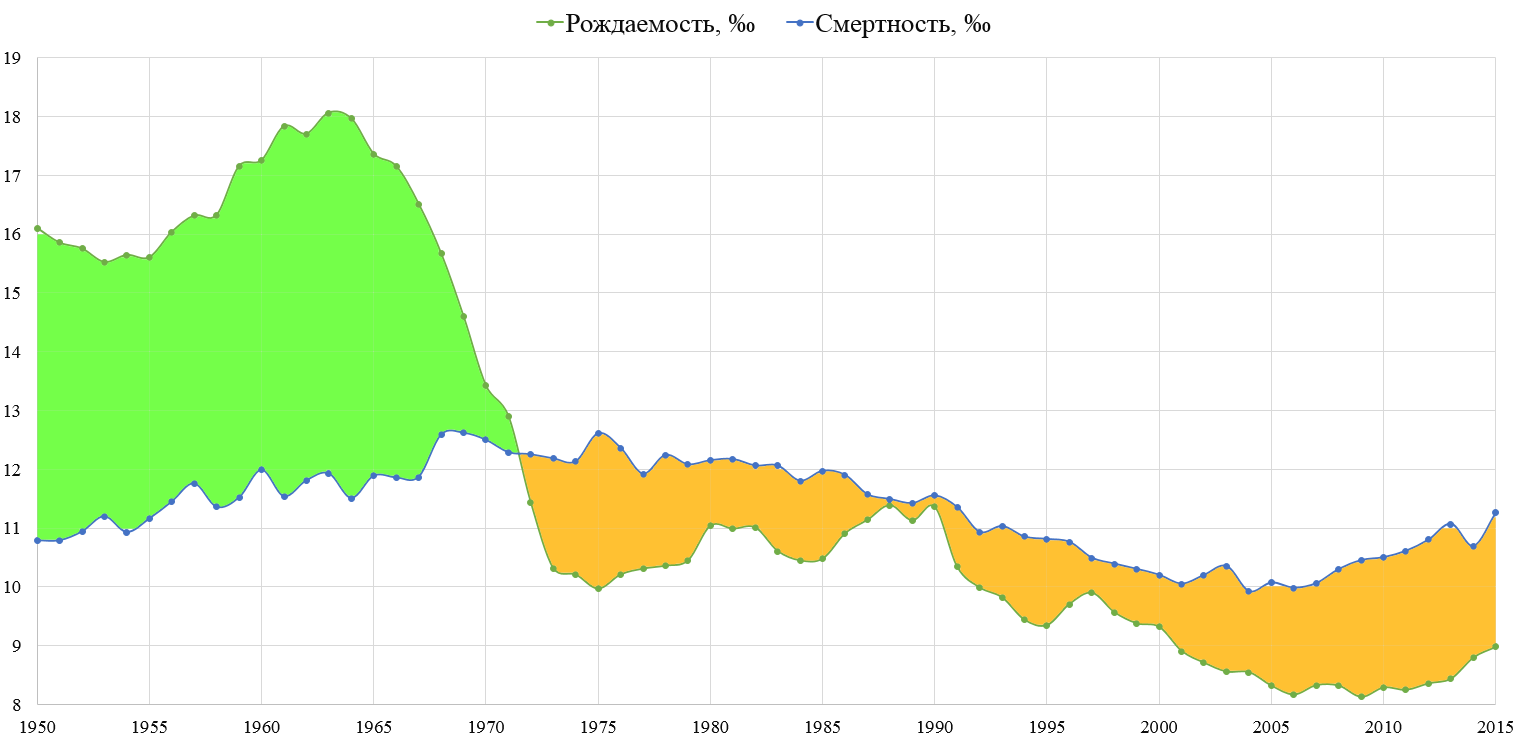
«Немецкий крест», пришедшийся на 1970-е годы в результате более раннего демографического перехода

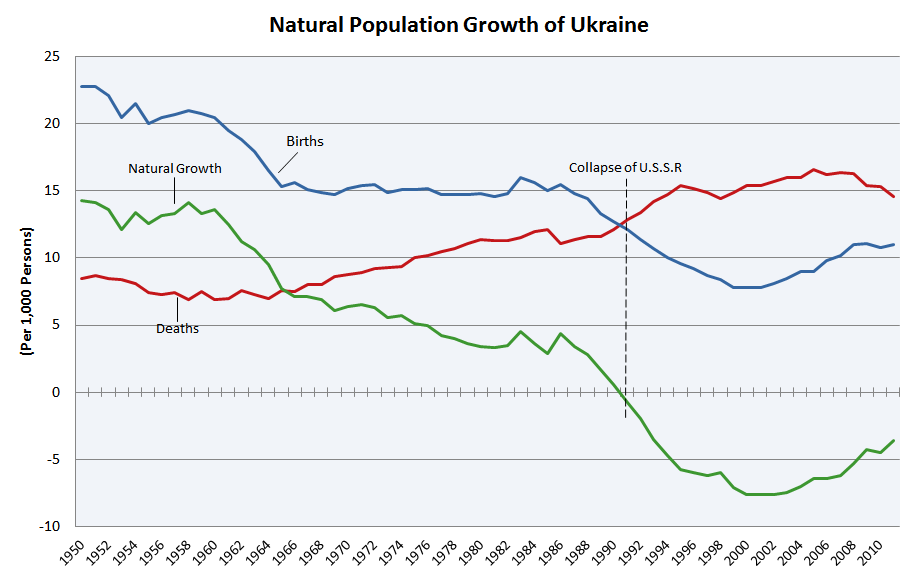
Уровень рождаемости и смертности на Украине (1950—2013 г).
Уровень рождаемости
Уровень смертности
Естественный прирост

Русский крест (иногда Славянский) - демографическое явление резкого превышения смертности над падающей рождаемостью, происшедшее на фоне общемирового демографического перехода и социально-экономических преобразований 1990-х годов в регионе бывшего Восточного (советского) блока.

## Причины
Главной причиной снижения рождаемости в России, как и в большинстве стран мира, является демографический переход, ведущий к постепенному снижению в мире суммарного коэффициента рождаемости (СКР) и демографическому старению населения Земли (кроме Африки южнее Сахары). Рождаемость в СССР, в частности среди Европейских народов и республик, сначала упала ещё в 1967 ниже уровня воспроизводства населения (2,1 рождения на одну женщину), а с 1992 года в России — ниже уровня смертности. "Постперестроечный период в России ознаменовался демографической катастрофой, получившей название «русский крест», — пишет А. В. Коротаев и его соавторы, пытавшиеся объяснить рост смертности влиянием на тот в особенности употребления алкоголя, что встретило возражения других исследователей.

## История термина
С 1992 года в России происходил процесс естественной убыли населения, не покрывавшийся положительным сальдо миграции. В период с 1992 по 1999 год потери, связанные с депопуляцией, по оценке доктора экономических наук Натальи Римашевской, составили около 5 млн человек. При этом миграционный прирост компенсировал только около 40 % естественных потерь населения. Данный феномен депопуляции вызван интенсивным ростом смертности и снижением рождаемости, а пересечение этих тенденций получило название «русского креста». По другой версии, введение термина приписывают публицисту Сергею Кара-Мурзе, применившему его в своей книге «Советская цивилизация». "Это обозначение, безусловно, звучало драматично и нашло отклик в русских ушах, поскольку термин «крест» ассоциируется с надгробиями и капитуляцией" (см. Холодная война).
Как отмечает Сергей Александрович Ушакин, в российских СМИ тема демографического "Русского креста" занимает внимание в особенности с 2002 года - со времени обсуждения первых результатов проводившейся тогда переписи населения (см. Всероссийская перепись населения (2002)). Вне зависимости от политической или профессиональной ориентации конкретного издания, большинство трактовок "Русского креста" оформлены риторикой траура по реальным и гипотетическим потерям народонаселения. Однако, добавляет Ушакин, взятая сама по себе, эта озабоченность биологическим воспроизводством нации не является уникальной, а "смешение демографических и религиозных смыслов в концепции Русского креста добавляет важное измерение к этому травмирующему повествованию". В процессе какового смешения "факт депопуляции России часто трансформируется в истории о преднамеренно задуманном и целенаправленно осуществляемом этническом истреблении". Так, Ушакин приводит слова Гавриила Попова о результатах Холокоста русской нации коммунистами. Еще одну версию трактовки "Русского креста" он приводит по А. Зиновьеву: представляющую собой слияние двух символических фреймов —  самоубийства и геноцида народа, в результате распада Советского государства, поощряемого Западом и руководством страны.
В 2006 году, отмечает Ушакин, российское правительство, по-видимому, озабоченное уровнем националистической риторики, связанной с демографическими данными, и самой серьезностью демографической ситуации, принимает меры, в связи с которыми термин "Русский крест" заменяют "демографическим крестом". «Демографическим крестом, на котором распята ельцинская Россия», называют его "патриотические публицисты", - замечает другой исследователь.
Согласно еще одному замечанию, обсуждаемый в СМИ на протяжении длительного периода времени феномен "Русского креста" способствует формированию стереотипа о русской нации как депопуляционной и исчезающей, что подрывает политическую идентичность граждан России, а российское государство изображает как «колосс на глиняных ногах».